# 龍珠寺

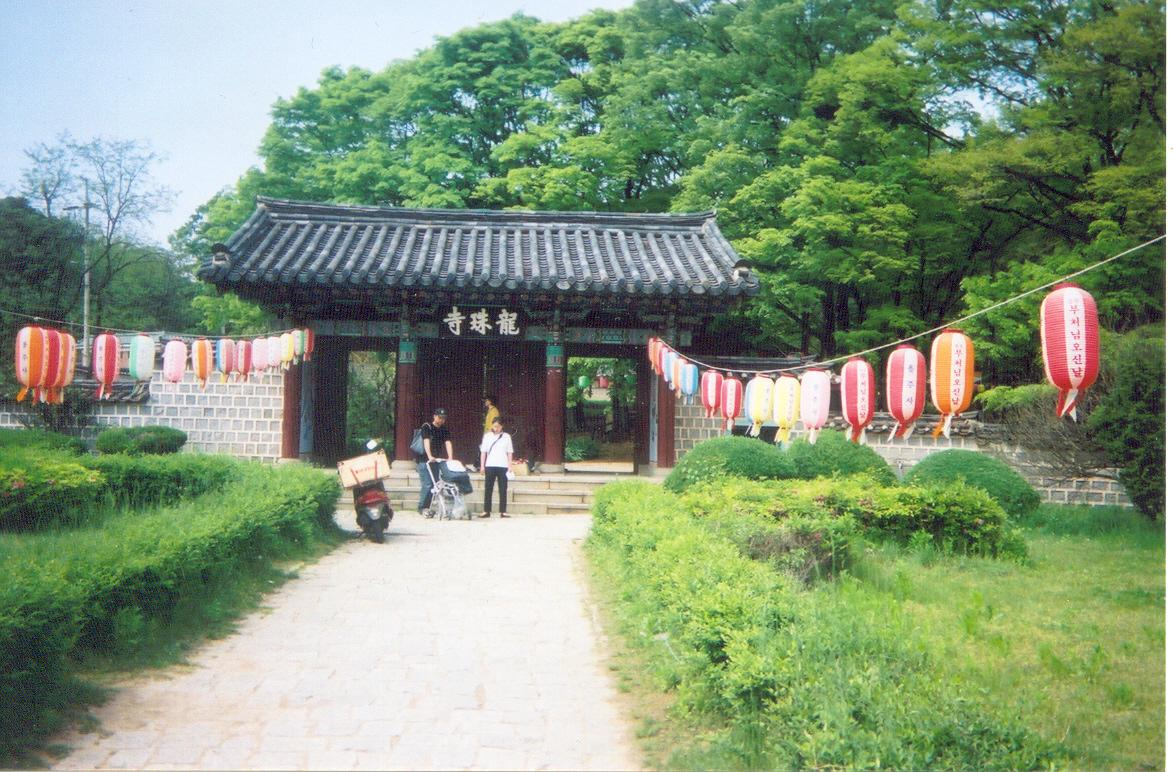
龍珠寺正門

龍珠寺（朝鮮語：용주사）原名葛陽寺（朝鮮語：갈양사），是位於大韓民國京畿道華城市的一座佛教寺院，亦是韓國佛教最大宗派曹溪宗第7教區的所在地。龍珠寺梵鐘現為韓國第120號國寶。
龍珠寺始建於西元854年，10世紀時予以擴建。18世紀朝鮮正祖時為紀念其亡父、前君朝鮮莊祖而重建，作為朝廷支持佛教的政策之一，同時改稱現名。
寺廟鄰近首爾地鐵1號線。乘坐城間客車亦到達水原市。